# Wilde Möhre
Die in Mitteleuropa heimische Wilde Möhre (Daucus carota subsp. carota) ist eine Unterart der Möhre (Daucus carota) und ein Elternteil der als Gemüsepflanze bekannten Karotte (Daucus carota subsp. sativa). Die Karotte ist vermutlich ein Kreuzungsprodukt aus der Wilden Möhre, der südeuropäischen Riesenmöhre (Daucus carota subsp. maximus) und evtl. der Orientalischen Schwarzmöhre (Daucus carota subsp. afghanicus). Die Wilde Möhre gehört zur Familie der Doldenblütler (Apiaceae). Im Gegensatz zur Karotte ist die Speicherwurzel der Wilden Möhre bleich.  Schon Theophrastos von Eresos bezeichnet mit δαϋκος (= daukos, gr.) die Möhre und andere Doldenblütler mit würzigem Geruch. Das lateinische Wort carota findet sich bereits im antiken Kochbuch De re coquinaria aus dem 4. Jh. n. Chr. für die Möhre.

## Beschreibung

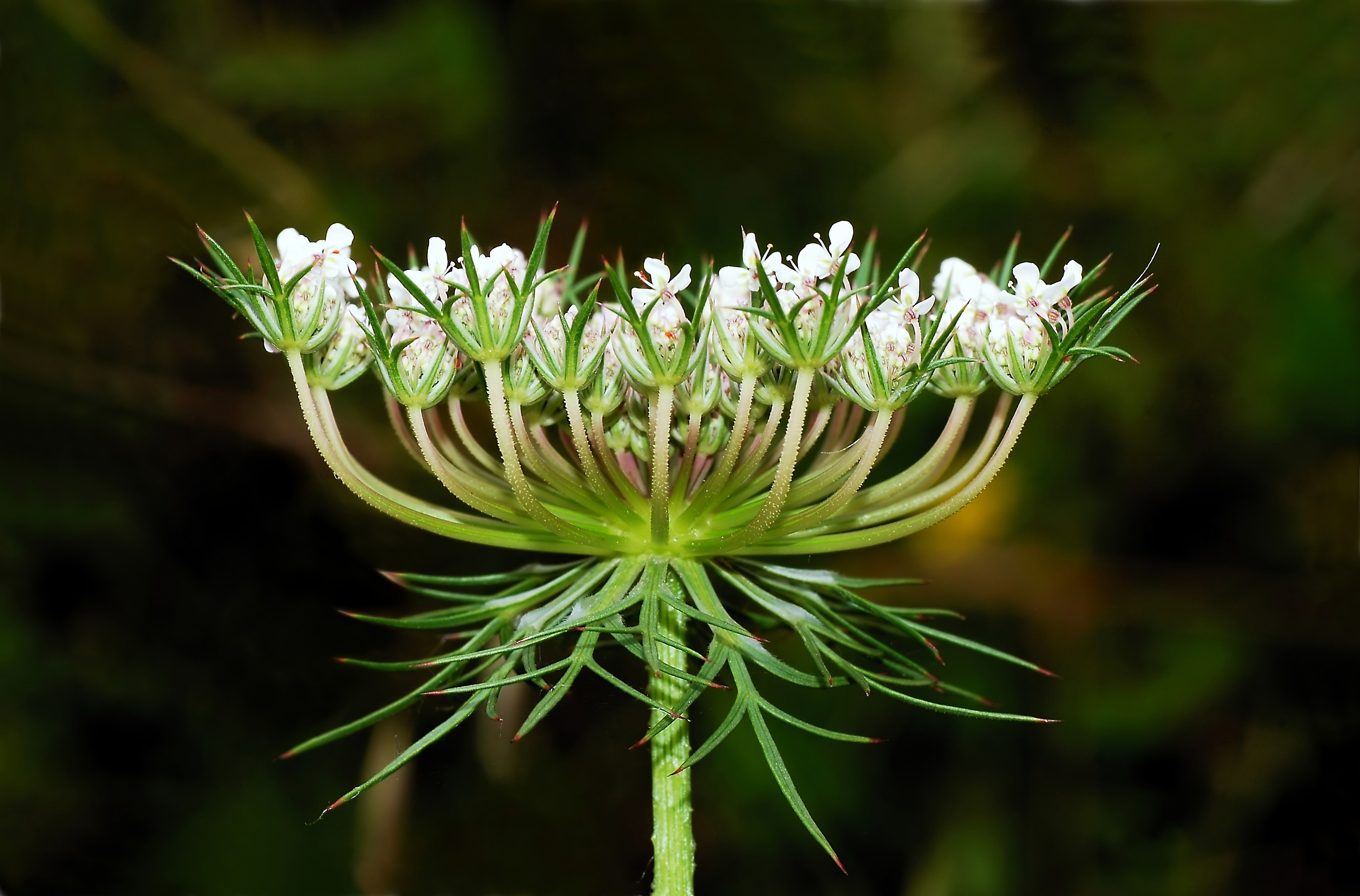
Nicht voll entfaltete Blütendolde im Profil

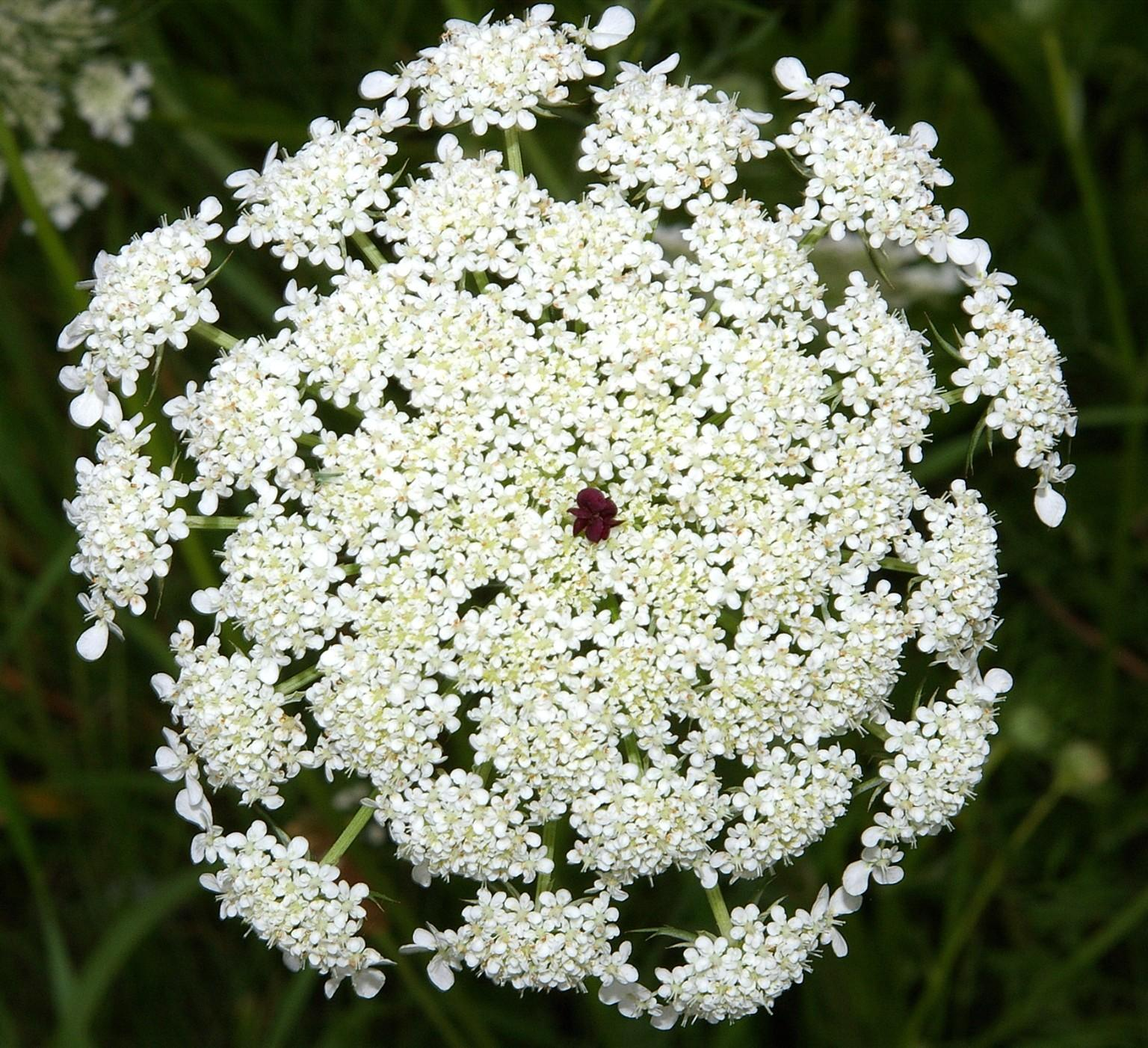
Blütendolde mit „Mohrenblüte“ (auch: „Scheininsekt“) in der Mitte

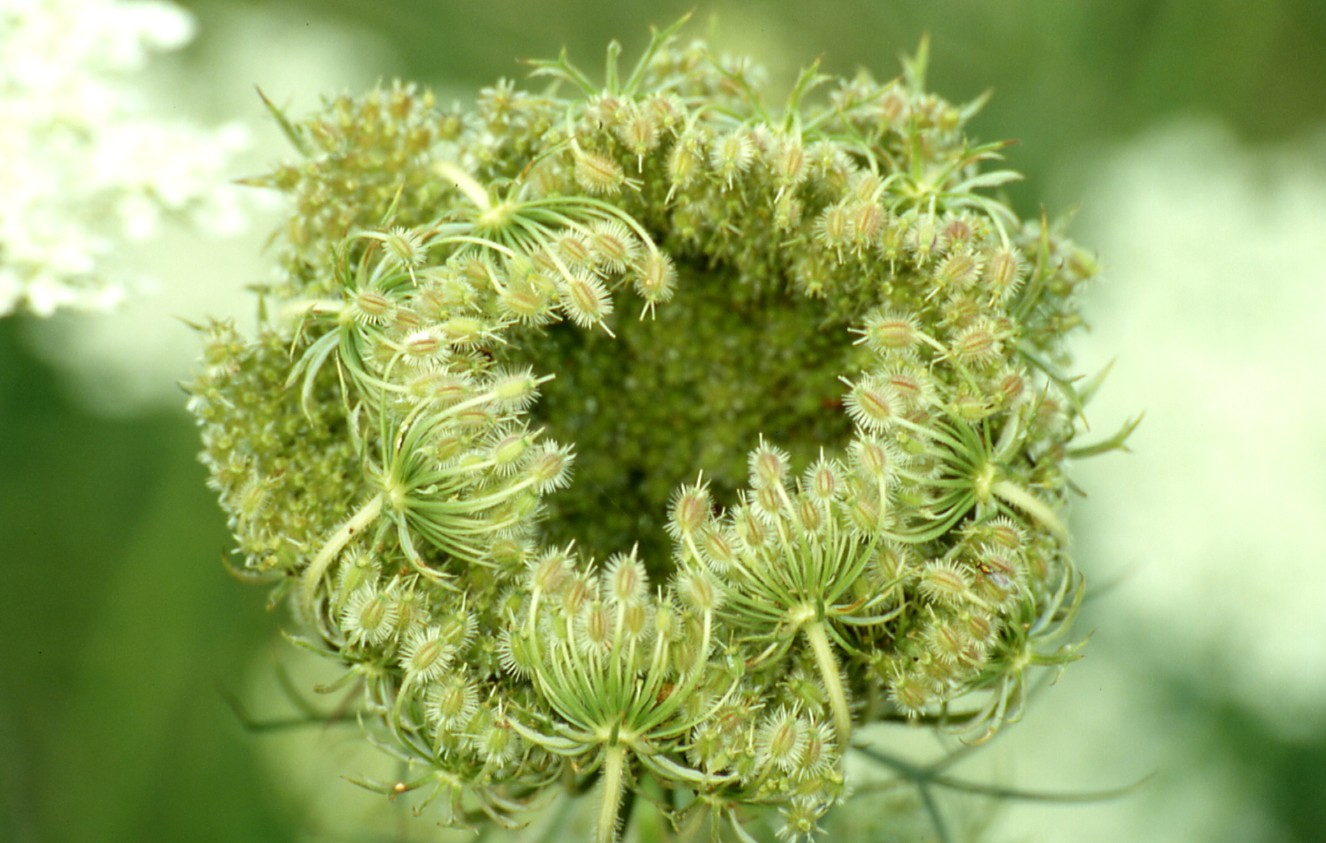
Nestförmig eingerollte Fruchtdolde

### Vegetative Merkmale
Bei der Wilden Möhre handelt es sich um eine zweijährige krautige Pflanze, die Wuchshöhen von 20 bis 120 cm erreicht.
Die Wilde Möhre ist ein Tiefwurzler (bis 80 cm tief wurzelnd). Die verholzende Wurzelrübe ist aus der verdickten Hauptwurzel und dem Hypokotyl entstanden. Sie besteht aus einem inneren Mark mit Leitgewebe und einem äußeren, zarten Teil mit Speichergewebe. Die Seitenwurzeln fallen bald ab und hinterlassen Narben (Querriefen). Die essbare Wurzel hat im Gegensatz zur Karotte keine gelblich oder orange Farbe. Dies liegt vor allem an dem geringen Gehalt an Carotinen.
Der Stängel besitzt eine borstige Behaarung. Die Laubblätter sind zwei- bis vierfach gefiedert.  Sie sind neben den Blättern der Kulturformen der Möhre die wichtigste natürlich vorkommende Nahrungsquelle für die Raupe des Schwalbenschwanz, die sich gern auch am Stängel verpuppt.

### Generative Merkmale
Der vielstrahlige, doppeldoldige Blütenstand ist im voll aufgeblühten Zustand flach gewölbt, beim Aufblühen und zur Fruchtreife sind dagegen die Doldenstrahlen vogelnestartig zusammengeneigt. In der Mitte der Blütendolde befindet sich oft eine (selten wenige) schwarzpurpurn gefärbte, sterile „Mohrenblüte“. Die Hüllblätter sind dreiteilig oder gefiedert.
Die Doppelachänen zerfallen in zwei leicht bestachelte, borstig-behaarte Teilfrüchte, dabei handelt es sich um Klettfrüchte. Die Fruchtreife findet zwischen Juli und September statt. Währenddessen bleiben die Doldenstiele dauernd einwärts gekrümmt („Vogelnestform“). Im reifen und abgestorbenen Zustand sind die Doldenstiele hygroskopisch beweglich, d. h. die Dolden sind bei Trockenheit gespreizt und bei Feuchtigkeit als Vogelnest zusammengezogen. Als sogenannter Wintersteher bleibt der oberirdische Spross auch nach der Vegetationsperiode sichtbar. Die längliche Frucht zerfällt in zwei Teilfrüchte mit jeweils vier Stachelreihen.

### Chromosomenzahl
Die Chromosomenzahl beträgt 2n = 18.

## Blütenökologie
Die Blüten sind nektarführende Scheibenblumen vom Heracleum-Typ und stehen in einer zusammengesetzten Dolde. Im Unterschied zu sonst ähnlichen Doldenblütlern sind die Hüllblätter groß und feingliedrig. Die Doldenstiele krümmen sich nachts einwärts (Nyktinastie) und bilden eine vogelnestartige bis fast kugelförmige Struktur. Die meist in der Doldenmitte auftretende, durch Anthocyane schwarzrot gefärbte weibliche Mohrenblüte bildet eine Kontrastfärbung zu den weißen zwittrigen Blüten, was auf potenzielle Bestäuber eine Signalwirkung ausübt. Bestäuber sind Insekten aller Art, besonders Käfer und Fliegen. Die Blüten sind eine Hauptpollenquelle für die Sandbienen Andrena pallitaris und Andrena nitidiuscula. Die Blütezeit reicht von Mai bis September.

## Vorkommen

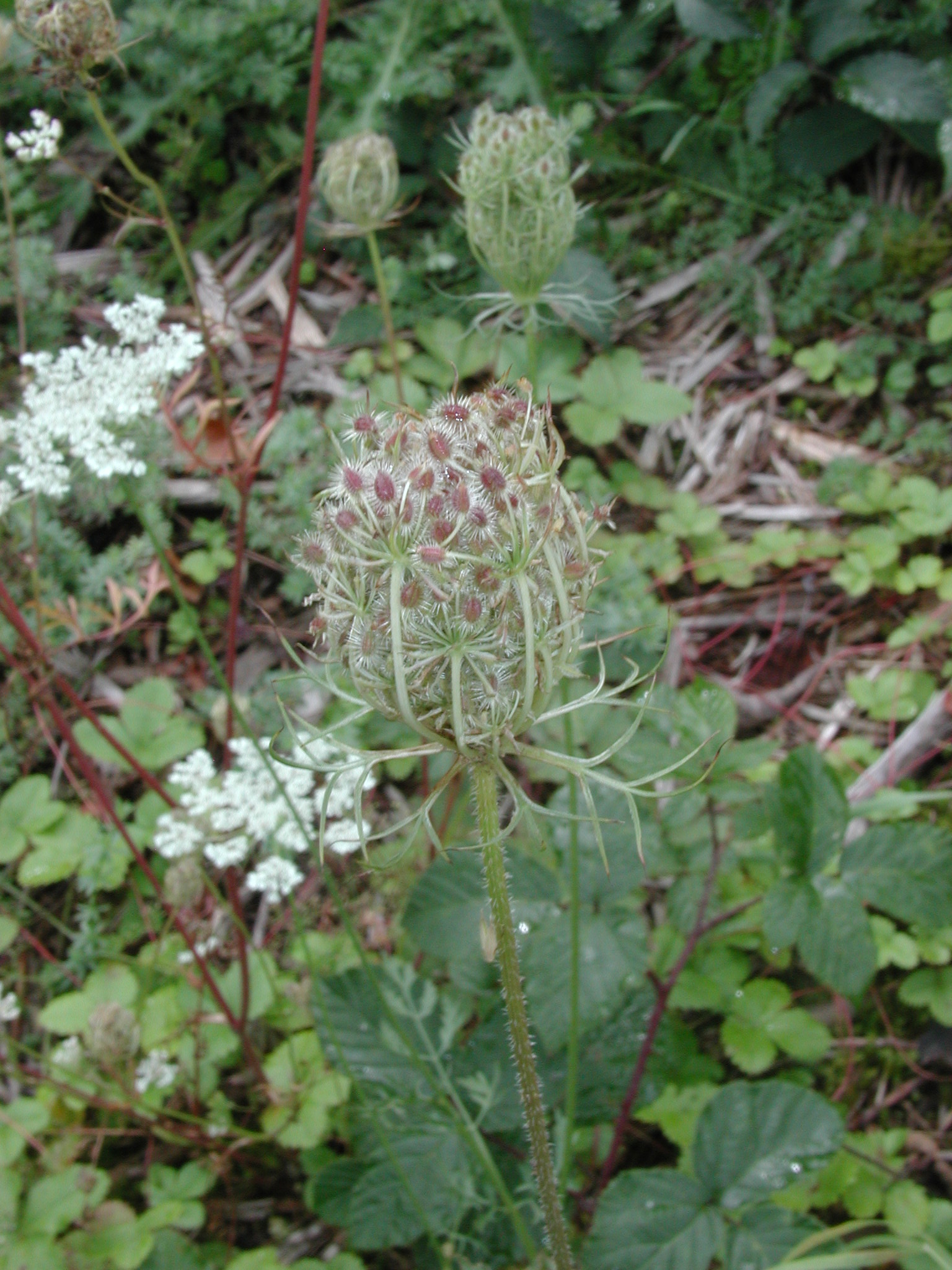
Fruchtstand einer Wilden Möhre

Die Wilde Möhre ist ursprünglich in Europa, Nordafrika, Makaronesien, in West- und Zentralasien und im Kaukasusraum weit verbreitet. In vielen anderen Gebieten der Welt konnte sie als Neophyt Fuß fassen. Sie gedeiht in subozeanischen bis subkontinentalen, subtropisch bis nördlich gemäßigten Klimazonen, hauptsächlich in den planaren bis collinen Höhenstufen (Flach- und Hügelland).
Die Wilde Möhre bevorzugt trockenwarme Standorte und wächst hauptsächlich auf nährstoffreichen Stauden- und ausdauernden Unkrautfluren sowie auf halbruderalen Queckenrasen. Frischwiesen und -weiden zählen ebenso zu den oft besiedelten Standorten. Sie gedeiht hauptsächlich im Offenland, aber auch im Wald. Die „Kulturabhängigkeit“ von anthropogen beeinflussten Ökosystemen wird für die Wilde Möhre mit folgenden Hemerobiestufen nach Kunick 1974 angegeben: 3 (mesohemerob = mäßiger menschlicher Einfluss) bis 5 (alpha-euhemerob = starker menschlicher Einfluss).
Die Wilde Möhre ist pflanzensoziologisch Kennart des Verbandes Dauco-Melilotion Görs 1966. Sie kommt in folgenden Pflanzengesellschaften vor: Ordnung Thlaspietalia rotundifolii Br.-Bl. in Br.-Bl. et Jenny 1926, Ordnung Origanetalia vulgaris Th. Müll. 1961, Assoziation Arrhenatheretum Scherr. 1925 (non Br.-Bl. 1915, Dauco-Arrhenatheretum Görs 1966), Verband Mesobromion erecti  Br.-Bl. et Moor 1938 em. Oberd. 1957.

## Verwendung

### Verwendung in der Küche
Die Wurzel der Wilden Möhre kann im zweiten Jahr ähnlich wie die der Gartenmöhre verwendet werden, unterscheidet sich aber durch einen süßeren Geschmack und einen geringeren Wasseranteil. Auch die zarten Blätter und Blüten sowie die Samen können für Salate, als Zusatz in Gemüsegerichten, als essbare Dekoration oder zum Würzen verwendet werden. Der Grundgeschmack dieser Pflanzenteile ist petersilien- bis anisartig.
Vor dem Verzehr sollte sichergestellt werden, dass die Wilde Möhre nicht mit anderen Doldenblütlern verwechselt wird. Die sichersten Unterscheidungsmerkmale sind der möhrenartige Geruch der zerriebenen Blätter sowie die zentrale, schwarzpurpurn gefärbte Einzelblüte („Mohrenblüte“) im sonst weißen Blütenstand.

### Verwendung als Heilmittel
Nachgewiesen wurde der Wilden Möhre eine harndurchspülende, antioxidative und leberschützende Wirkung. Verwendet wird vor allem das aus den Samen gewonnene Öl oder aus den Samen zubereitete Tees.

## Trivialnamen
- Kälberscheiß (Thüringer Vogtland)[12]